# Loukov (kraj środkowoczeski)
Loukov – wieś i gmina w Czechach, w powiecie Mladá Boleslav, w kraju środkowoczeskim. Według danych z dnia 1 stycznia 2013 liczyła 166 mieszkańców.